# Istabystenen
Istabystenen, med signum DR 359, är en runsten, som ursprungligen kommer från Istaby i Mjällby socken i Blekinge. Den är alltsedan 1878 placerad på Statens historiska museum i Stockholm. 

## Stenen
Stenen är en av flera senurnordiska runstenar från Blekinge, se bland annat Björketorpsstenen, Gummarpstenen (DR 358), Stentoftenstenen och Sölvesborgsstenen (DR 356). Bortsett från den nu flyttade Istabystenen står de två sistnämnda vid Sölvesborgs kyrka, medan Björketorpsstenen står jämte två bautastenar i Blekinges mellersta östra del. Gummarpstenen är försvunnen. Stenens urnordiska skrivtecken tagna ur den äldre futharken ger en datering till ungefär 600 e.Kr., alltså under vendeltiden. Runorna som är stora och välformade löper i tre raka, lodräta rader och förutom på framsidan även på ena kortsidan.

## Inskriften
Inskriften lyder i translitterering:
Sida A (läsning 1): Afatz hAriwulafa ¶ hAþuwulafz hAeruwulafiz
Sida A (läsning 2): hAþuwulafz hAeruwulafiz ¶ Afatz hAriwulafa
Sida B: warAit runAz þAiAz
Normaliserat till urnordiska:
Sida A (läsning 1): Aftr Hariwulfa. Haþuwulfz Heruwulfiz
Sida A (läsning 2): Haþuwulfz Heruwulfiz aftr Hariwulfa
Sida B: wrait runaz þaiaz.

## Tolkningar
Enligt Otto von Friesen ska stenen tolkas på följande vis:
"Efter Härjulf (är denna sten rest). Half (Hadulv) Hjorulfsson ristade dessa runor."
Erik Brate ger följande, snarlika, tolkning:
"Efter Hariwulf skrev Haduwulf, son till Heruwulf dessa runor."

## Hövdingadöme
Av de tre allittererande mansnamnen Hariwulfar, Haþuwulfar och Heruwulfar återfinns de två första även på Stentoftenstenen och Haþuwulfar tillika på Gummarpstenen, och man har därför spekulerat om huruvida dessa är namnen på medlemmar av en hövdingasläkt på Listerlandet. Dessa personer tycks vara de äldsta kända i Skandinavien som nämns i ett nordiskt källmaterial.
Båda dessa stenar restes nära de vägar som ledde ner till Listerlandets centralbygd, vilket antyder att de placerades på strategiskt betydande platser som gräns- och ägomarkeringar för Hådulvs hövdingadöme. Istabystenen rest efter eller av Hådulf skiljer sig från de två andra eftersom den är ett minnesmärke över en avliden. Exakt var den ursprungligen stått har ej gått att fastställa, men att den hört hemma nära släktens huvudgård är tänkbart och kanske på ett näraliggande gravfält. 
Namnens inslag med "Wulfar" är poetiska kenningar med krigisk innebörd i betydelsen vargar - varjager, således var de en sorts värvade soldater i krigstjänst inom en härskara. Ett par andra stenar där namnet "Hjorulv" (Herjulf) ingår i texten är Rävsalastenen och Stentoftenstenen.

### Fotnoter
1. 1 2  ”Istabystenen”. Nationalencyklopedin. http://www.ne.se/istabystenen.
2. 1 2  Berättelsen om Blekinge - gränser i ett gränsland, Leifh Stenholm, Vekerum Förlag, 2009, ISBN 978-91-86722-81-4
3. 1 2  Samnordisk Runtextdatabas, DR 359.
4. ↑  T.J. Arne: "Blekinge fornminnen". I: Svenska Turistföreningens årsskrift, 1925. Blekinge, s. 41 i Svenska Turistföreningens årsskrift 1925
5. ↑  Erik Brate: Sverges runinskrifter (1922), s. 16. i Projekt Runeberg